# 英国政党列表

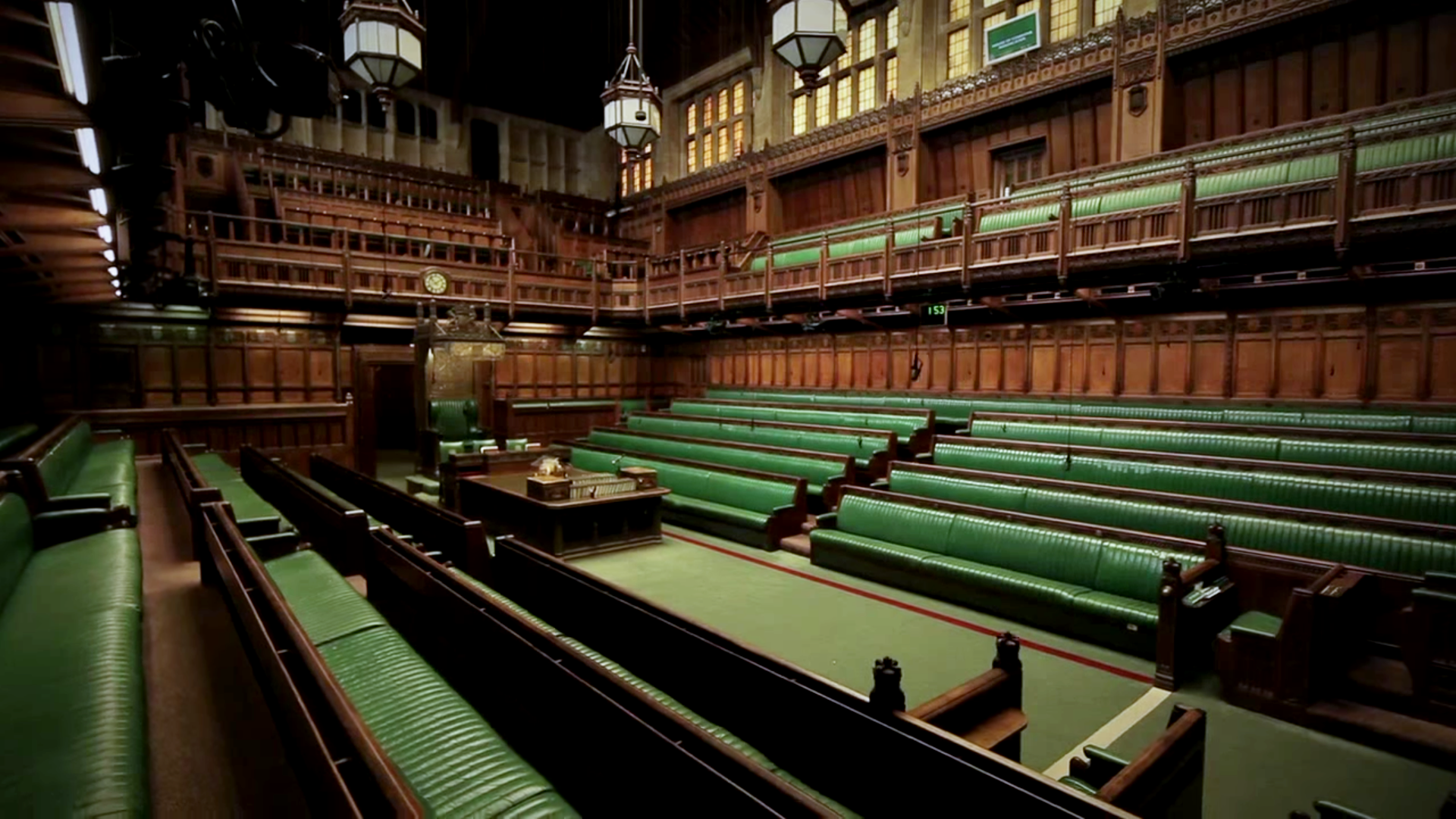
英国下议院议事厅

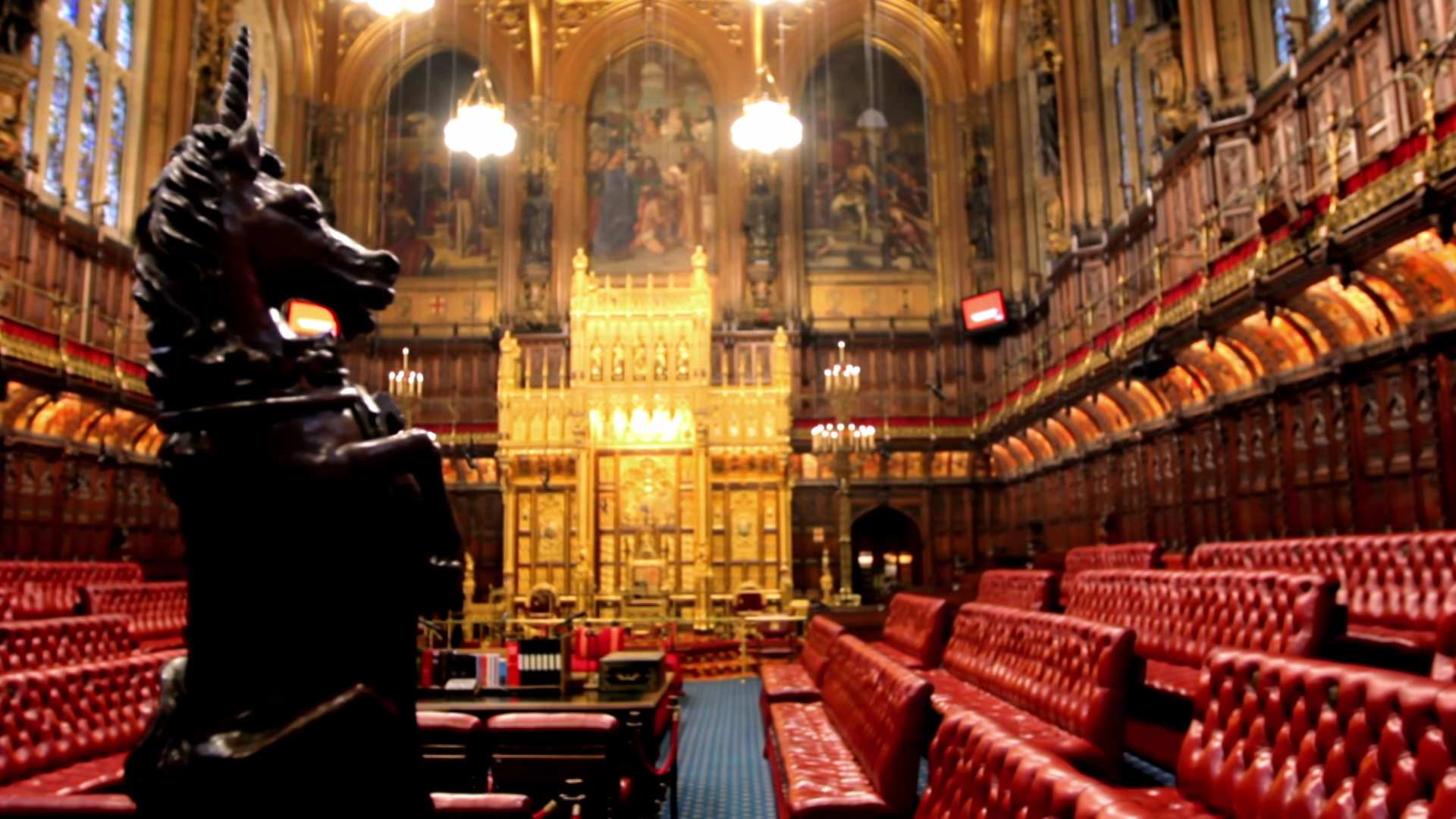
英国上议院议事厅

英国选举委员会的政党登记表列出了在英国参加选举的各政党详细信息， 其中就包括它们的登记名称。根据英国现行选举法令，例如《1998年政黨登記法令》、《2006年選舉管理法令》和《2000年政党、选举和公民投票法令》等，所有希望参加英国各级选举的候选人只能在选票上使用已登记的政党名称；如果候选人不属于任何已登记的政党，则可以在选票上使用“独立候选人”或干脆不使用该标签。截至2023年12月，根据英国选举委员会的数据显示，整个英国的登记政党数量为377个。
在19世纪中叶之前，英国政治主要由辉格党和托利党所统治。不过它们都不是现代意义上的政党，而是基于利益或个人的松散政治联盟。辉格党主要由支持新教继承人继承英国王位的贵族所组成，后来则得到了新兴工业利益集团和富商们的支持。而托利党则主要与地主乡绅、英格兰教会及苏格兰教会有联系。到了19世纪中叶时，托利党演变为保守党，而辉格党则演变成自由党。政治上的右派与左派概念源自法国，支持君主制（包括君主立宪制与君主专制）的议员坐于国民议会右侧，而共和主义者则坐于左侧。19世纪末，自由党开始左倾。自由统一主义者因为爱尔兰地方自治问题与自由党分道扬镳；随着时间的推移，由自由统一主义者组建的自由统一党开始与保守党走得更近。
保守党与自由党长期统治英国政坛，直至1920年代。此时的自由党的支持率开始下滑并经历了长期的议员退出潮，它作为主要反托利党的地位开始被新兴的工党所取代。工党代表了英国的劳工运动和有组织的工会及各种社会主义社团的联盟。自此，英国政坛开始了保守党与工党主导的时代；两党交替在政府执政。但是英国并非严格意义上的两党制国家，因为其他政党也得到了选民的大力支持。在2015年大选之前，自由民主党一直是英国的第三大政党。但在当年的选举后，苏格兰民族党在议员席位及英国政党成员资格上超过了自由民主党；同时英国独立党也在选票总数方面超过了它。
由于英国国会采用简单多数制选举方式，这使得部分小党在英国全国范围内处于不利地位。但是，它同时也使得那些支持者主要集中在各构成国的政党得以蓬勃发展。也正因为如此，2015年英国大选引发了极大的争议。 当时英国独立党与英格兰和威尔士绿党共计获得490万张选票；其中独立党所获选票占总票数的12.6%，而绿党则占3.8%。 但两党均只在英国下议院各获得1个席位。选举结束后，英国独立党、自由民主党、苏格兰民族党、威尔士党、英格兰和威尔士绿党及其在苏格兰与北爱尔兰的附属政党共同向唐宁街提交了一份由477,000人签名的联署信，要求英国政府改革选举制度。而自1997年以来，苏格兰议会、威尔士议会（將在2026年改用比例代表制）和伦敦议会採用了接近比例代表制的附帶席位制，而北爱尔兰议会及欧洲议会中英国代表席次（直至2020年英国脱欧）則采用了基于比例代表制的投票制度。而在这些机构，部分上述政党也都获得了各自的成功。
在传统上，英国的政党属于私人组织而没有得到国家的承认。但是由《1998年政黨登記法令》所创立的政党登记制度则改变了这一情况。但自1950年代开始，英国各政党的党员数就呈现下降趋势。1983年时，英国各政党党员数约占总选民的4%；而到了2005年就只仅占1.3%，下降幅度达65%以上。

## 擁有立法機關席次的政黨
以下政黨擁有英國國會、威爾斯議會、蘇格蘭議會或北愛爾蘭議會席次。

### 跨構成國政黨
以下政黨在多過一個構成國的下議院選區、構成國議會選區、地方議會選區、市（縣）長或警察及犯罪事務專員參選，並成功獲得席次：
| 名稱 | 名稱               | 成立年份      | 政治光譜        | 意識形態                           | 黨魁                        | 下議院    | 上議院    | 蘇格蘭議會 | 威爾斯議會 | 倫敦議會 | 地方議會       |
| ---- | ------------------ | ------------- | --------------- | ---------------------------------- | --------------------------- | --------- | --------- | ---------- | ---------- | -------- | -------------- |
|      | 工党 合作黨        | 1900年 1917年 | 中間偏左        | 社會民主主義                       | 施紀賢                      | 404 / 650 | 212 / 829 | 22 / 129   | 30 / 60    | 11 / 25  | 6,124 / 19,103 |
|      | 保守与统一党       | 1834年        | 中間偏右 到右翼 | 保守主义 經濟自由主義 英國聯合主義 | 栢丹娜                      | 121 / 650 | 281 / 829 | 31 / 129   | 16 / 60    | 8 / 25   | 4,403 / 19,103 |
|      | 自由民主党         | 1988年        | 中间到 中間偏左 | 自由主义 社会自由主义 親歐洲主義   | 爱德·戴维                   | 72 / 650  | 77 / 829  | 4 / 129    | 1 / 60     | 2 / 25   | 3,197 / 19,103 |
|      | 英国改革党         | 2019年        | 右翼 到極右翼   | 右翼民粹主義 歐洲懷疑主義          | 奈杰尔·法拉奇               | 5 / 650   | 0 / 829   | 0 / 129    | 0 / 60     | 1 / 25   | 806 / 19,103   |
|      | 英格兰和威尔士绿党 | 1990年        | 左翼            | 綠色政治 進步主義 親歐洲主義       | 卡拉·丹耶尔 阿德里安·拉姆齐 | 4 / 650   | 2 / 829   | —          | 0 / 60     | 3 / 25   | 860 / 19,103   |

### 構成國政黨
以下政黨只在某個構成國的下議院選區、構成國議會選區、地方議會選區、市（縣）長或警察及犯罪事務專員參選，並成功獲得席次：

#### 蘇格蘭
| 名稱 | 名稱         | 成立年份 | 政治光譜 | 意識形態                                              | 黨魁                      | 下議院  | 上議院 | 蘇格蘭議會 | 地方議會     |
| ---- | ------------ | -------- | -------- | ----------------------------------------------------- | ------------------------- | ------- | ------ | ---------- | ------------ |
|      | 苏格兰民族党 | 1934年   | 中間偏左 | 蘇格蘭民族主义 蘇格蘭獨立主義 社會民主主義            | 施榮禮                    | 9 / 650 | —      | 63 / 129   | 418 / 19,103 |
|      | 苏格兰绿党   | 1990年   | 左翼     | 綠色政治 苏格兰独立主义 苏格兰共和主义 親歐洲主義     | 帕特里克·哈维 洛娜·斯莱特 | 0 / 650 | —      | 7 / 129    | 35 / 19,103  |
|      | 阿爾巴黨     | 2021年   | 中間偏右 | 苏格兰独立主义 苏格兰共和主义 蘇格蘭獨立 社會保守主義 | 空缺                      | 0 / 650 | —      | 1 / 129    | 2 / 19,103   |

#### 威爾斯
| 名稱 | 名稱     | 成立年份 | 政治光譜        | 意識形態                                                | 黨魁          | 下議院  | 上議院  | 威爾斯議會 | 地方議會     |
| ---- | -------- | -------- | --------------- | ------------------------------------------------------- | ------------- | ------- | ------- | ---------- | ------------ |
|      | 威尔士党 | 1925年   | 中間偏左 到左翼 | 威尔士民族主义 威尔士独立主义 民主社会主义 社會民主主義 | 林·阿普約沃思 | 4 / 650 | 2 / 829 | 13 / 60    | 201 / 19,103 |

#### 北愛爾蘭
| 名稱 | 名稱           | 成立年份 | 政治光譜        | 意識形態                                            | 黨魁              | 下議院  | 上議院  | 北愛爾蘭議會 | 地方議會     |
| ---- | -------------- | -------- | --------------- | --------------------------------------------------- | ----------------- | ------- | ------- | ------------ | ------------ |
|      | 新芬党         | 1905年   | 中間偏左 到左翼 | 愛爾蘭共和主義 民主社会主义 左翼民族主義            | 敖美雪            | 7 / 650 | —       | 27 / 90      | 144 / 19,103 |
|      | 民主统一党     | 1971年   | 右翼            | 英國聯合主義 英国民族主义 右翼民粹主义 欧洲怀疑主义 | 加文·羅賓遜       | 5 / 650 | 5 / 829 | 25 / 90      | 122 / 19,103 |
|      | 社会民主工党   | 1970年   | 中間偏左        | 社会民主主义 愛爾蘭民族主義                         | 科拉姆·伊斯特伍德 | 2 / 650 | —       | 7 / 90       | 37 / 19,103  |
|      | 聯盟黨         | 1970年   | 中间到 中间偏左 | 自由主义 无宗派主义                                 | 内奥米·郎         | 1 / 650 | 0 / 829 | 17 / 90      | 67 / 19,103  |
|      | 阿爾斯特統一黨 | 1905年   | 中間偏右        | 英國聯合主義 保守主义                               | 道格·比蒂         | 1 / 650 | 2 / 829 | 9 / 90       | 53 / 19,103  |
|      | 傳統統一之聲   | 2007年   | 右翼            | 英國聯合主義 民族保守主義 社会保守主义 欧洲怀疑主义 | 吉姆·阿利斯特     | 1 / 650 | 0 / 829 | 1 / 90       | 9 / 19,103   |
|      | 人民先于利润   | 2005年   | 左翼            | 社会主义 托洛茨基主义 反资本主义 爱尔兰统一主义     | 埃蒙·麦克卡恩     | 0 / 650 | —       | 1 / 90       | 2 / 19,103   |

### 主要政党简介
| 名稱 | 名稱               | 簡介 |
| ---- | ------------------ | --- |
|      | 工党               | 一个具有民主社会主义成分但植根于工会运动的社会民主主义政党。该党内部派系众多，主要派系有冲力派、开放劳工派、进步英国派、蓝色劳工派以及与合作党站在一起的工党党员（即劳工与合作党）。 |
|      | 保守党             | 该党主要由三个派系构成：撒切尔派强烈支持限制政府支出的自由市场政策并倾向于欧洲怀疑主义；柱石派主张保留既定机构和传统原则；一国保守派则坚持一国保守主义。                             |
|      | 自由民主党         | 自由主义政党。党内主要由以“社会自由论坛”为首的社会自由主义派和以更倾向中间主义的“自由改革”为首的经济自由主义派为主，同时还受到一些社会民主主义派系的影响。该党支持英国重新加入欧盟。 |
|      | 合作黨             | 该党提倡合作社原则和价值观，同时为英国合作社化运动提供政治代表。自1972年开始，该党便与工党结成选举联盟并以勞工與合作黨的名义联合提名候选人。                                         |
|      | 苏格兰民族党       | 信奉蘇格蘭民族主義与社会民主主义的政党。支持苏格兰独立和加入欧洲联盟；支持对苏格兰的进一步权力下放。                                                                                 |
|      | 新芬黨             | 愛爾蘭共和主義政党，致力于促成爱尔兰统一并建立一个基于民主社会主义价值观的新共和国。                                                                                                 |
|      | 民主统一党         | 北爱尔兰一个信奉英國聯合主義、社会保守主义和民族保守主義的政党。 |
|      | 改革黨             | 由前英國獨立黨領袖奈杰尔·法拉奇創立的右翼民粹主義政黨。 |
|      | 英格兰和威尔士绿党 | 英格蘭及威爾斯的一個支持环境保护、进步主义和可持续发展的绿色政治政党。 |
|      | 威尔士党           | 信奉民主社会主义、社会民主主义和威爾斯民族主義的威尔士政党，致力于推动威尔士独立或促进对威尔士的进一步权力下放。                                                                     |
|      | 社会民主工党       | 北爱尔兰一个支持爱尔兰统一的愛爾蘭民族主義和社会民主主义政党。 |
|      | 阿爾斯特統一黨     | 北爱尔兰一个信奉保守主义和英國聯合主義的政党。 |
|      | 傳統統一之聲       | 北爱尔兰一个强烈信奉社会保守主义、民族保守主義与愛爾蘭聯合主義的政党。 |
|      | 聯盟黨             | 北爱尔兰一个信奉自由主义和无宗派主义的政党。 |

## 擁有地方席次的政黨

### 全國性政黨
以下是英國或大不列顛的地方政黨：
| 政党名称 | 政党名称     | 成立年份 | 政治立場                          | 意識形態                                        | 黨魁                | 區議員數目 |
| -------- | ------------ | -------- | --------------------------------- | ----------------------------------------------- | ------------------- | ---------- |
|          | 自由黨       | 1989年   | 中間                              | 自由主义 欧洲怀疑主义                           | 史蒂夫·拉德福德     | 8          |
|          | 不列顛工人黨 | 2019年   | 左翼到極左翼                      | 社會主義 社會保守主義 歐洲懷疑主義              | 喬治·蓋洛威         | 5          |
|          | 社會民主黨   | 1990年   | 中间偏左（财政） 中间偏右（社会） | 社會民主主義 社會保守主義 社群主義 歐洲懷疑主義 | 威廉·克勞斯頓       | 3          |
|          | 氣候黨       | 2022年   | 中間偏右                          | 綠色保守主義                                    |                     | 1          |
|          | 國民防洪黨   | 2011年   | 不適用                            | 不適用                                          |                     | 1          |
|          | 婦女黨       | 2024年   | 不適用                            | 性別批判性女權主義 跨性別恐懼                   | 凱莉-傑·基恩-明舒爾 | 1          |
|          | 社會公義黨   | 2023年   | 左翼                              | 環境保護主義 民主社會主義                       |                     | 1          |
|          | 婦女平權黨   | 2015年   | 不適用                            | 女權主義                                        | 曼杜·里德           | 1          |

### 構成國及區域性政黨
以下政黨只有在某個構成國或英格蘭區域的地方議會、市（縣）長或警察及犯罪事務專員均有議席或曾經參選：
| 名稱 | 名稱                    | 成立年份 | 所屬構成國或區域 | 政治立場       | 意識形態                                                           | 黨魁           | 區議員數目 |
| ---- | ----------------------- | -------- | ---------------- | -------------- | ------------------------------------------------------------------ | -------------- | ---------- |
|      | 北愛爾蘭綠黨            | 1981     | 北愛爾蘭         | 中間偏左       | 綠色政治 無宗派主義                                                | 馬爾·奧哈拉    | 5          |
|      | 康沃尔之子—为了康沃尔党 | 1951     | 康和郡           | 中間偏左       | 康沃爾民族主義 公民民族主義 地區主義 社會民主主義 環境保護主義     | 迪克·科爾      | 5          |
|      | 約克郡黨                | 2014     | 約克郡           | 中間至中間偏左 | 地區主義 社會民主主義                                              |                | 3          |
|      | 東北黨                  | 2014     | 東北英格蘭       | 中間至中間偏左 | 地區主義 進步主義                                                  |                | 2          |
|      | 英國統一黨              | 2015     | 蘇格蘭           | 融合政治       | 英國聯合主義 蘇格蘭聯合主義 社會保守主義 社會民主主義 英國民族主義 |                | 1          |
|      | 國家黨                  | 2018     | 威爾斯           | 中間偏右       | 威爾斯民族主義 威爾斯獨立                                          |                | 1          |
|      | 進步統一黨              | 1979     | 北愛爾蘭         | 左翼           | 英國聯合主義 民主社會主義 社會民主主義                             | Russell Watton | 1          |
|      | 推進黨                  | 2020     | 威爾斯           | 不適用         | 威爾斯民族主義 威爾斯獨立 地方主義 主權主義 反核主義               | 尼爾·麥克沃伊  | 1          |

## 非建制政黨
| 政党名称 | 政党名称           | 成立年份 | 政治立场 | 意识形态 | 黨魁 | 區議員數目 |
| -------- | ------------------ | -------- | -------- | -------- | ---- | ---------- |
|          | 官方妖怪狂欢发疯党 | 1982年   | 不適用   |          |      |            |
|          | 不列颠民主党       | 2013年   | 极右翼   |          |      |            |
|          | 突破党             | 2021年   | 左翼     |          |      |            |

## 已消亡的政黨
| - 一切为了爱尔兰联盟（1910年—1918年） - 反共同市场和自由贸易党（1967年—1988年） - 英国民族党（1979年—1982年） - 英国法西斯者（1920年代—1930年代） - 不列颠人运动（1968年—1983年） - 不列颠民族党（1960年—1967年） - 不列颠人民党（1940年代） - 不列颠社会党（1911年—1920年） - 英属阿尔斯特自治领党 - 不列颠法西斯联盟（1930年代） - 社会民主运动（1973年—1974年） - 击败修正主义并争取共产主义团结委员会（1963年—约1972年） - 共同富裕党（1942年—1945年） - 大不列颠共产党（1920年—1991年） - 南威尔士和西英格兰共产党 - 宪法运动（1979年—1984年） - 小农党 - 法夫社会主义者联盟（1950年代—1960年代） - 旗帜集团（1980年代） - 高地土地联盟（1909年—1920年代） - 独立工党（1893年—1975年） - 国际马克思主义集团（1968年—1982年） | - 爱尔兰独立党 - 爱尔兰议会党 - 爱尔兰统一联盟 - 北爱尔兰工党 - 苏格兰工党（1973年） - 自由统一党（1886年—1912年） - 民族民主和劳工党（1918年—1923年） - 民族民主党（1960年代—1970年代） - 民族独立党（1970年代） - 民族劳工党（1957年—1960年） - 民族自由党（1922年—1923年） - 民族自由党（1931年—1968年） - 民族党（1975年—1977年） - 苏格兰民族党（1928年—1934年） - 民族社会党（1916年—1919年） - 民族主义党（1918年—1977年） - 新党（1931年—1932年） - 官方民族阵线（1986年—1989年） - 奥克尼和设得兰运动 - 进步党（1920年代—1970年代） - 革命共产党(1944年—1950年） - 革命社会党（1912年—1941年） - 革命工人党（1962年—1990年代） | - 苏格兰工党（1888年—1893年） - 苏格兰工党（1976年—1981年） - 苏格兰武装工党（1990年代） - 苏格兰党（1932年—1934年） - 苏格兰禁酒党（1901年—1935年） - 苏格兰社会主义同盟 - 苏格兰社会主义联盟 - 苏格兰之声 - 苏格兰工人代表委员会（1899年—1909年） - 苏格兰工人共和党 - 大不列颠及北爱尔兰社会信用党（1931年—1951年 / 1965年—1978年） - 社会民主联盟（1844年—1911年） - 社会主义工党（1903年—1980年） - 阿尔斯特自由党（1928年 / 1956年—1987年） - 阿尔斯特工会劳工联合会 - 统一运动（1948年—1973年） - 统一党（1912年—1965年） - 联合国家党（1970年代） - 联合社会主义运动（1934年—1965年） - 怀特岛民族党（1970年代） - 妇女党（1917年—1919年） - 苏格兰工人党 - 英格兰劳动人民党（1968年—1986年） |

### 脚注
1. 1 2 3 4  包括缺席、停职及暂时取消资格的议员。
2. ↑  包括劳工与合作党的43名议员。
3. ↑  议长林赛·霍伊尔未在统计数据中。因其以“连任下议院议长”为由参与大选并因此脱离与工党关系。
4. ↑  包括劳工与合作党的14名议员。
5. ↑  包括劳工与合作党的11名议员。
6. ↑  包括劳工与合作党的16名议员。
7. ↑  包括劳工与合作党的11名议员。
8. ↑  敖美雪是新芬黨副主席，負責領導北愛爾蘭的黨務；瑪麗·盧·麥當勞才是新芬黨主席
9. ↑  因该党所信奉弃权主义（英语：Abstentionism），故当选议员并未实际出席下议院任何会议。
10. ↑  最初与社会主义团结党（英语：Socialist Unity (UK)）组成竞选联盟。
11. ↑  北爱尔兰政党。
12. ↑  苏格兰政党。
13. ↑  怀特岛郡政党。

### 出典
1. 1 2  . 英国选举委员会.   [2023-12-21]. （原始内容存档于2023-12-21）.
2. ↑  Peter Tatchell. . 每日电讯报. 2015-05-14  [2023-12-21]. （原始内容存档于2019-04-11）.
3. ↑  Damien Gayle. . 卫报. 2015-05-09  [2023-12-21]. （原始内容存档于2021-03-30）.
4. ↑  Andrew Grice. . 独立报. 2015-05-05  [2023-12-21]. （原始内容存档于2019-08-30）.
5. ↑  . BBC新闻.   [2023-12-21]. （原始内容存档于2015-05-10）.
6. ↑  Frances Perraudin. . 卫报. 2015-05-18  [2023-12-21]. （原始内容存档于2023-01-05）.
7. ↑  John Marshall.  (PDF). 英国国会. 2009-08-17  [2023-12-21]. （原始内容 (PDF)存档于2010-04-23）.
8. ↑  . 自由党.   [2023-12-23]. （原始内容存档于2024-01-15）.
9. ↑  . opencouncildata.co.uk.   [2024-01-08]. （原始内容存档于2024-11-16）.
10. ↑  . 北愛爾蘭綠黨.   [2024-01-08] （英语）.
11. ↑  . democracy.durham.gov.uk. 2024-01-07  [2024-01-07]. （原始内容存档于2024-09-11） （英语）.
12. ↑  Matthew Collins. . 新政治家. 2013-02-09  [2023-12-23]. （原始内容存档于2023-12-14）.

### 文献
- Amir Abedi; Thomas Carl Lundberg.  (PDF). Parliamentary Affairs. 2009, 62 (1): 72–87  [2023-12-21]. doi:10.1093/pa/gsn036. （原始内容存档 (PDF)于2020-08-09）.

- David Art. . Cambridge University Press. 2011. ISBN 9781139498838.

- Stephen Driver. . Polity Press. 2011. ISBN 9780745640785.

- Martin Dolezal. . Hanspeter Kriesi  (编). . Cambridge University Press. 2012: 127–150. ISBN 9781107024380.

- Owen Jones. . Verso Books. 2012. ISBN 9781844678044.

- Ulrike Liebert. . Erik Oddvar Eriksen, John Erik Fossum  (编). . Routledge. 2013: 112–142. ISBN 9781136490903.

- Philip Lynch; Richard Whitaker; Gemma Loomes. . Parliamentary Affairs. 2012, 65 (4): 733–757. doi:10.1093/pa/gsr042. hdl:2381/28316.

- Karine Tournier-Sol. . Journal of Common Market Studies. 2015, 53 (1): 140–156. S2CID 142738345. doi:10.1111/jcms.12208.